# Scaphiella kalunda
Scaphiella kalunda là một loài nhện trong họ Oonopidae.
Loài này thuộc chi Scaphiella. Scaphiella kalunda được Arthur M. Chickering miêu tả năm 1968.